# توماس بفانكوتش
توماس بفانكوتش (بالألمانية: Thomas Pfannkuch)‏ (21 فبراير 1970 في كاسل) لاعب كرة قدم ألماني معتزل كان يجيد اللعب في خط الدفاع . حاليا هو مدرب من دون أي عقد .

## روابط خارجية
- توماس بفانكوتش على موقع قاعدة بيانات كرة القدم.إي يو (الإنجليزية)
- توماس بفانكوتش على موقع بيانات كرة القدم. دي إي (الألمانية)
- توماس بفانكوتش على موقع عالم كرة القدم.نت (الإنجليزية)